# Anisodes illepidaria
Anisodes illepidaria är en fjärilsart som beskrevs av Achille Guenée 1858. Anisodes illepidaria ingår i släktet Anisodes och familjen mätare. Inga underarter finns listade i Catalogue of Life.